# Dommelsch Oud Bruin
Dommelsch Oud Bruin is een Nederlands oud bruin bier van lage gisting.
Het bier werd gebrouwen in Dommelen, bij de Dommelsche Bierbrouwerij. Het is een bruinkleurig bier met een alcoholpercentage van 2%.